# 亞納瓦拉山
15°22′6″S 70°40′46″W / 15.36833°S 70.67944°W

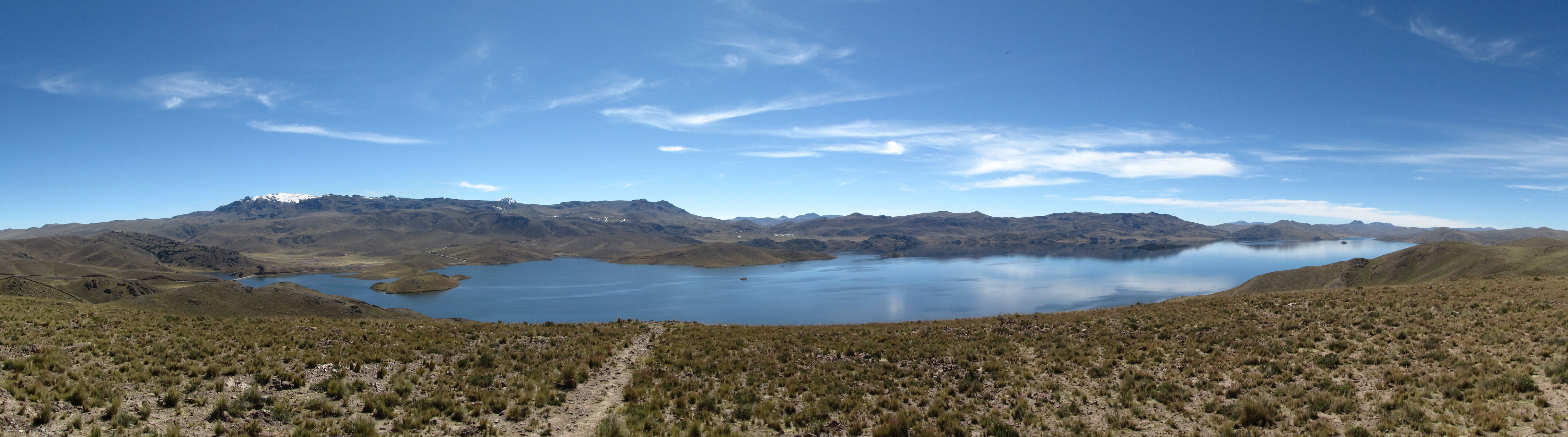

亞納瓦拉山（Yanawara），是秘魯的山峰，位於該國東南部普諾大區的蘭帕省，屬於安第斯山脈的一部分，處於賽托科查湖西北面，海拔高度5,465米，人類在1972年首次登頂。